# Trimmatom
Genre
Trimmatom est un genre de poissons d'eau de mer de la famille des Gobiidae.

## Répartition
Selon les espèces, les poissons du genre Trimmatom se rencontrent dans les océans Pacifique et/ou Indien.

## Liste des espèces
Selon World Register of Marine Species (19 janvier 2024) :
- Trimmatom eviotops (Schultz, 1943)
- Trimmatom macropodus Winterbottom, 1989
- Trimmatom nanus Winterbottom & Emery, 1981
- Trimmatom offucius Winterbottom & Emery, 1981
- Trimmatom pharus Winterbottom, 2001
- Trimmatom sagma Winterbottom, 1989
- Trimmatom zapotes Winterbottom, 1989

## Classification
Le nom valide complet (avec auteur) de ce taxon est Trimmatom Winterbottom (d) & Emery (d), 1981.
Trimmatom a pour synonymes invalides les graphies suivantes :
- Trimatom
- Trimmaton

## Étymologie
Le nom générique, Trimmatom, est la combinaison du genre proche Trimma et de atom[e], la très petite particule, en référence aux très petites tailles des espèces Trimmatom nanus et Trimmatom offucius

## Publication originale
- (en) Richard Winterbottom et Alan R. Emery, « A new genus and two new species of gobiid fishes (Perciformes) from the Chagos Archipelago, Central Indian Ocean », Environmental Biology of Fishes, Royaume des Pays-Bas, vol. 6, no 2,‎ mai 1981, p. 139-149 (ISSN 0378-1909, e-ISSN 1573-5133, DOI 10.1007/BF00002777).